# Het huis voorbij de kerk (hoorspel)
Het huis voorbij de kerk is een Nederlands hoorspel.
Het hoorspel is vertaald uit het Frans. Het originele hoorspel van auteur Gilles Costaz heette La Maison après l'église. In 1980 werd door de AVRO onder regie van Hero Muller het hoorspel uitgezonden. De hoofdrollen werden gespeeld door Kees Brusse (Jean) en Barbara Hoffman (Margie).

## Synopsis
Een vrouw, Margie, is gescheiden van haar man Jean nadat deze een motorongeluk had gekregen en hierdoor blind en kreupel is geworden. Ze is inmiddels hertrouwd en heeft twee kinderen. Vier jaar na de scheiding zoekt zij haar ex-man op. Deze heeft uit wraak voor het verlaten worden een val voor haar opgesteld en kwelt haar fysiek en vooral verbaal tot het einde van het hoorspel.